# Felix Porsch (Theologe)
Felix Porsch CSSp (* 6. September 1928 in Danzig-Langfuhr; † 24. Februar 2001 im Kloster Knechtsteden) war ein deutscher römisch-katholischer Theologe und Priester.

## Leben
Von 1963 bis 1986 war er Dozent für neutestamentliche Exegese in Knechtsteden. Nach der Promotion an der Pontificia Università Gregoriana 1971 war er Dozent (1970–1978) für neutestamentliche Exegese an der PTH Sankt Georgen und Königstein im Taunus. Von 1978 bis 1984 war er wissenschaftlicher Mitarbeiter beim Katholischen Bibelwerk. Von 1984 bis 1996 war er Dozent an der PTH SVD St. Augustin.

## Schriften (Auswahl)
- Pneuma und Wort. Ein exegetischer Beitrag zur Pneumatologie des Johannesevangeliums (= Frankfurter theologische Studien Band 16). Knecht, Frankfurt am Main 1974, ISBN 3-7820-0314-4 (zugleich Dissertation, Gregoriana 1971).
- Anwalt der Glaubenden. Das Wirken des Geistes nach dem Zeugnis des Johannesevangeliums (= Geist und Leben). Verlag Katholisches Bibelwerk, Stuttgart 1978, ISBN 3-460-18081-1.
- Viele Stimmen – ein Glaube. Anfänge, Entfaltung und Grundzüge neutestamentlicher Theologie (= Biblische Basisbücher Band 7). Butzon & Bercker, Kevelaer 1982, ISBN 3-7666-9232-1.
- Kleine Theologie des Neuen Testaments (= Begegnung mit der Bibel). Verlag Katholisches Bibelwerk, Stuttgart 1995, ISBN 3-460-33033-3.

| Personendaten    | Personendaten                                        |
| ---------------- | ---------------------------------------------------- |
| NAME             | Porsch, Felix                                        |
| KURZBESCHREIBUNG | deutscher römisch-katholischer Theologe und Priester |
| GEBURTSDATUM     | 6. September 1928                                    |
| GEBURTSORT       | Wrzeszcz                                             |
| STERBEDATUM      | 24. Februar 2001                                     |
| STERBEORT        | Kloster Knechtsteden                                 |